# Блерім Краснічи
Блерім Краснічи (алб. Blerim Krasniqi, нар. 5 липня 1996, Кавая) — албанський футболіст, нападник клубу «Міовень».

## Клубна кар'єра
Блерім Краснічи народився у місті Кавая, та розпочав виступи на футбольних полях у складі місцевої команди «Беса» в 2013 році. Після двох років виступів перебрався до іншої албанської команди «Аполонія». З 2017 року Краснічи став гравцем клубу «Скендербеу», в складі якого став чемпіоном Албанії та володарем Кубка Албанії, щоправда у самому фінальному матчі не грав, а пізніше й володарем Суперкубка Албанії. З 2020 року Блерім Краснічи став гравцем клубу «Теута», у складі якого знову став володарем Суперкубка країни. У 2021 році Краснічи перейшов до косовського клубу «Г'їлані». З 2022 року албанський форвард грає у складі румунського клубу «Міовень».

## Виступи за збірну
Блерім Краснічи грав у складі юнацької збірної Албанії віком гравців до 19 років, у складі якої провів 3 матчі, в яких відзначився 2 забитими м'ячами.

## Титули і досягнення
- Чемпіонат Албанії (2):

«Скендербеу»: 2017–2018
«Теута»: 2020–2021
- Володар Суперкубка Албанії (2):

«Скендербеу»: 2018
«Теута»: 2020
- Володар Кубка Албанії (1):

«Скендербеу»: 2017–2018
- Чемпіон Косова (1):

«Дріта»: 2024–2025